# Цав
Цав (арм. Ծավ), также Басутчай (азерб. Bəsitçay) — река, протекающая на юге Армении в (Сюникской области) и в Азербайджане (Зангеланский район). Является притоком Аракса. Длина реки 40 км, из которых 25 км в Армении, 15 — в Азербайджане. На границе Армении и Азербайджана в реку впадает река Шикахог, после чего река на территории Азербайджана носит название Басутчай. На реке расположен небольшой водопад высотой около 15 метров.

## Цавская роща
В долине реки произрастает единственная платановая роща на Кавказе. Это одно из редчайших мест, где платан на протяжении обширного ареала образует лес. Цавская роща восточного платана является одной из крупнейших платановых на территории стран СНГ, в данный момент она является охраняемым природным участком. В составе древостоя рощи единично встречаются: грецкий орех, каркас кавказский, ива египетская, евфратский тополь. В довольно редком подлеске бузина чёрная, паслены чёрный и Воронова, ежевика обыкновенная, из лиан — обвойник греческий, плющ обыкновенный и виноград лесной. Травяной покров из-за постоянного вмешательства человека представлен в основном сорными и рудеральными видами с участием лесных, луговых и степных элементов. Площадь рощи составляет 120 га.
В междуречье реки Цав и Шикахог расположен Шикахогский заповедник.
- Река около села Цав